# Terminal (novela)
Terminal es una novela de thriller médico escrita por Robin Cook, publicada por Planeta en 1993. Es una novela que cuestiona la conjunción entre los avances de la ciencia y los intereses económicos que rodean a la profesión médica.

## Argumento
Sean Murphy es un estudiante de medicina con interés en investigar las bases genéticas que dan origen al cáncer. Cuando se entera de que en el Centro Forbes en Miami están logrando la cura completa de un tipo específico de cáncer cerebral, decide solicitar una pasantía de investigación en el mismo. Sin embargo al llegar allí se encuentra con una serie de inconvenientes para realizar la labor que le interesa; al empezar a investigar acerca de los procedimientos que utiliza la clínica para las curaciones se encuentra con una realidad muy diferente a la que  había imaginado.

## Personajes

### Sean Murphy
Como estudiante de medicina de Harvard, y debido a su talento, se encuentra realizando investigación avanzada en el campo de la biotecnología. Debido a su carácter conflictivo choca con los intereses de los directivos del centro médico, y logra poner en riesgo su integridad.

### Janet Reardon
La novia de Sean; es enfermera titulada y solicita empleo en la clínica para tratar de consolidar su relación con Sean. Termina involucrada en toda la problemática que se genera en torno a la llegada de Sean al Centro Forbes.

### Otros personajes
Brian Murphy (abogado y hermano de Sean), Robert Harris (Jefe de Seguridad del Forbes), Tom Widdicomb (Encargado de la limpieza y enajenado mental), Randolph Mason (Director del Centro Forbes).

## Recepción
La novela fue reseñada como número uno en las listas de Best Sellers del New York Times.

## Adaptaciones
Fue adaptada para televisión en febrero de 1996 por NBC-TV.